# Овчина

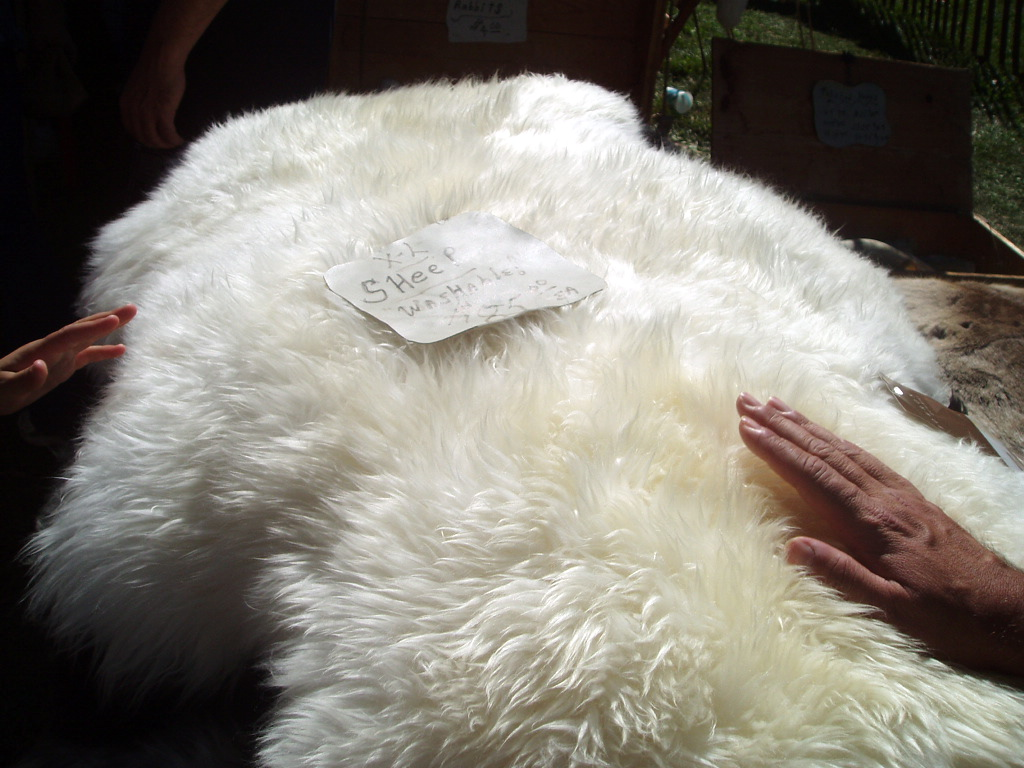
Цілісна овеча шкура

Овчи́на — вироблена овеча шкура. Овчина є основним видом сировини для виготовлення шуб, кожухів, хутряних курток, жіночих і дитячих хутряних пальто, шапок, комірів, рукавиць та іншого.

## Історія
У овчини досить давня історія. Розпочинається вона ще з біблійних часів, коли біблійні герої закутували своїх дітей в овечі шкури. Вони зберігали дітей в теплі та сухості. Пізніше єгиптяни навчилися особливостям обробки шкури овчини. Після римляни, які любили розкіш та «красиве життя» запозичили у них цю технологію і з успіхом застосовували її на практиці.

## Види
Розрізняють три групи овчин: шубні, хутряні та шкіряні.
Хутряні овчини мають однорідний шерстний покрив, їх отримують від тонкорунних і напівтонкорунних порід овець. Дуже цінні хутряні овчини дають вівці цигайської породи. В народі ці овчини називають цигейками.
Хутряні овчини шиють хутром назовні, тому високі вимоги при їх оцінюванні висуваються до вовняного покриву. За довжиною вовняного покриву овчини поділяються на вовняні з довжиною вовни 3 см і напіввовняні — від 1 до 3 см. Овчини з вовняним покривом менше 1 см і рідкою вовною для хутряного виробництва непридатні.
Шубні овчини — шкури овець грубововняних з неоднорідною (змішаною) вовною довжиною не менше 1,5 см. З цих овчин шиють кожухи, кожушки та інші види шубного одягу. У цих виробах шкірна частина овчин (міздря) звернена назовні, а вовна — всередину. Тому звертають увагу на міцність і стійкість міздрі до зовнішніх впливів (волога, охолодження, тертя тощо), а також на те, щоб вона була м'якою, легкої та еластичною. Вовна повинна бути густою, стійкою проти м'яття та звалювання.
В шкіряному виробництві використовується овчина, яка за сукупністю технологічних властивостей не може бути раціонально використана промисловістю для виготовлення шубних або хутряних овчин.
Шкіряні овчини служать сировиною для вироблення широкого асортименту товарів: хромова шкіра, шевро, підкладкова та галантерейна шкіра, рукавичкова лайка, взуттєва замша тощо.

## Використання

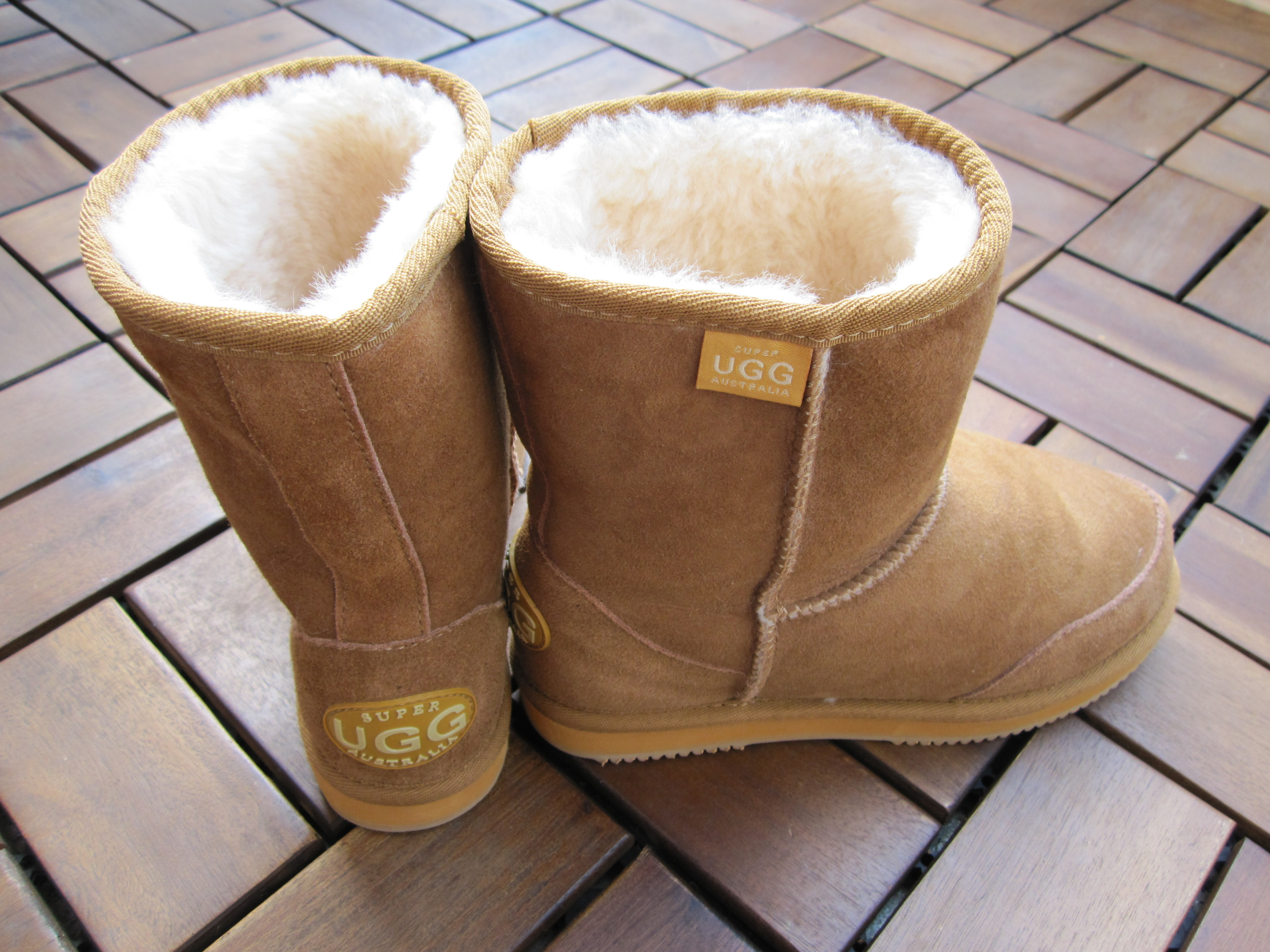
Взуття з овчиною

З овчин виробляють товари різноманітного асортименту. Зокрема для вироблення взуття і шкіряного одягу (шеврету), підкладкових, галантерейних виробів — сумок, портфелів, папок, гаманців, ременів, технічних, протезних та інших спеціальних шкір. Шубні овчини йдуть на пошиття натільного (без покриття тканиною) хутрового одягу, напівпальто, шуб, дублянок, шуб- бурок та ін.
Овчини дорослих каракульських овець використовують переважно для пошиття натільних кожушків і кожухів.
Шубну овчину фарбують частіше в темний колір. Для підвищення водостійких якостей шкіряну тканину просочують полімерними матеріалами або покривають латексом та плівками. Овчина, оброблена таким чином, набуває красивого блиску, що нагадує лакове покриття.
Після обробки з тонкорунної хутрової овчини шиють переважно дамські манто. Хутрова напівтонкорунна й напівгрубововна овчина йде на пошиття верхнього хутрового одягу та інших хутрових виробів.
Вироби з хутрової овчини мають високі теплозахисні властивості і добру носкість. Досягнення сучасної технології дають змогу перетворювати зовнішній вигляд овчини — підстригати волосяний покрив, фарбувати, додавати йому блиску, облагороджувати. Вироби з облагородженої хутрової овчини мають красивий зовнішній вигляд. Для їх виготовлення використовують овчини натурального кольору або пофарбовані трафаретом під леопарда, тигра, а також в однотонні кольори (чорний, коричневий, рожевий, блакитний, золотавий тощо). Відповідно до вимог моди промисловість почала випускати вироби з довговолосих (необстрижених) хутрових овчин, що імітують хутро блакитного і білого песця, чорно-бурої лисиці, а також овчини, оброблені під «велюр» (шуби- дублянки і різноманітні головні убори).

## Отримання
Якість овчини залежить від техніки забою овець, знімання шкур та їх консервування і зберігання. Для того, щоб одержати хорошої якості овчину, забій овець необхідно проводити на спеціально обладнаних забійних пунктах чи на м'ясокомбінатах. Під час забою овець підвішують за задню ногу, роблять поздовжній розріз на нижній частині шиї і перерізають кровоносні судини.
Після того, як стече кров, знімають шкуру, розрізаючи по білій лінії живота від голови до заднього проходу, і роблять розрізи по внутрішньому боці ніг від зап'ясного на передній і скакального суглобів на задніх ногах до пересікання з поздовжнім розрізом на череві. При зніманні шкіри не можна порушувати її симетричності. Після зняття шкіри її очищають від бруду, крові і консервують не пізніше ніж через 2 години після забою. Не можна сушити овчини на сонці або заморожувати.
Найбільш поширеними способами консервування є мокре і сухе соління.
При мокрому солінні овчину розстеляють на підлозі міздрею вверх, ретельно розправляють, посипають дрібною кухонною сіллю і втирають її. Кількість солі для консервування визначають з розрахунку 400 г на 1 кг парної овчини. Як антисептик додають нафталін у кількості 0,8 % маси солі. Після соління шкури складають міздрею одна до одної і витримують їх сім-десять днів при температурі не вище 20° С. При сухому солінні міздрю овчини натирають сіллю з антисептиком так само, як і при мокрому консервуванні, але при цьому солі витрачають на 35—40 % менше і овчини витри-муготь лише один-два дні. Після цього овчини сушать на повітрі під навісами на вішалках.